# Berse Veleifsson
Berse Veleifsson (Holmgångs-Berse; Hólmgǫngu-Bersi) var en isländsk 900-talsskald och "bärsärk", gift med den väna Steingerd Torkelsdotter, skalden Kormak Ögmundarsons älskade; Berse var därför Kormaks dödsfiende. Han utmanades av Kormak till holmgång och segrade, ehuru Berse själv senare besegrades av Kormaks morbror, Steinar Sjonason. Berse kallas också Skräck-Berse eller Röv-Berse, då han i holmgång fått ena skinkan avhuggen, ett lyte som gjorde att Steingerd skilde sig från honom.